# 1995 en Nouvelle-Écosse
Chronologie de la Nouvelle-Écosse
- 1991
- 1992
- 1993
- 1994
- 1995
- 1996
- 1997
- 1998
- 1999

Cette page concerne des événements survenus en 1995 dans la province canadienne de Nouvelle-Écosse.

## Politique
- Premier ministre : John Savage
- Chef de l'Opposition :
- Lieutenant-gouverneur : J. James Kinley
- Législature :

## Naissances

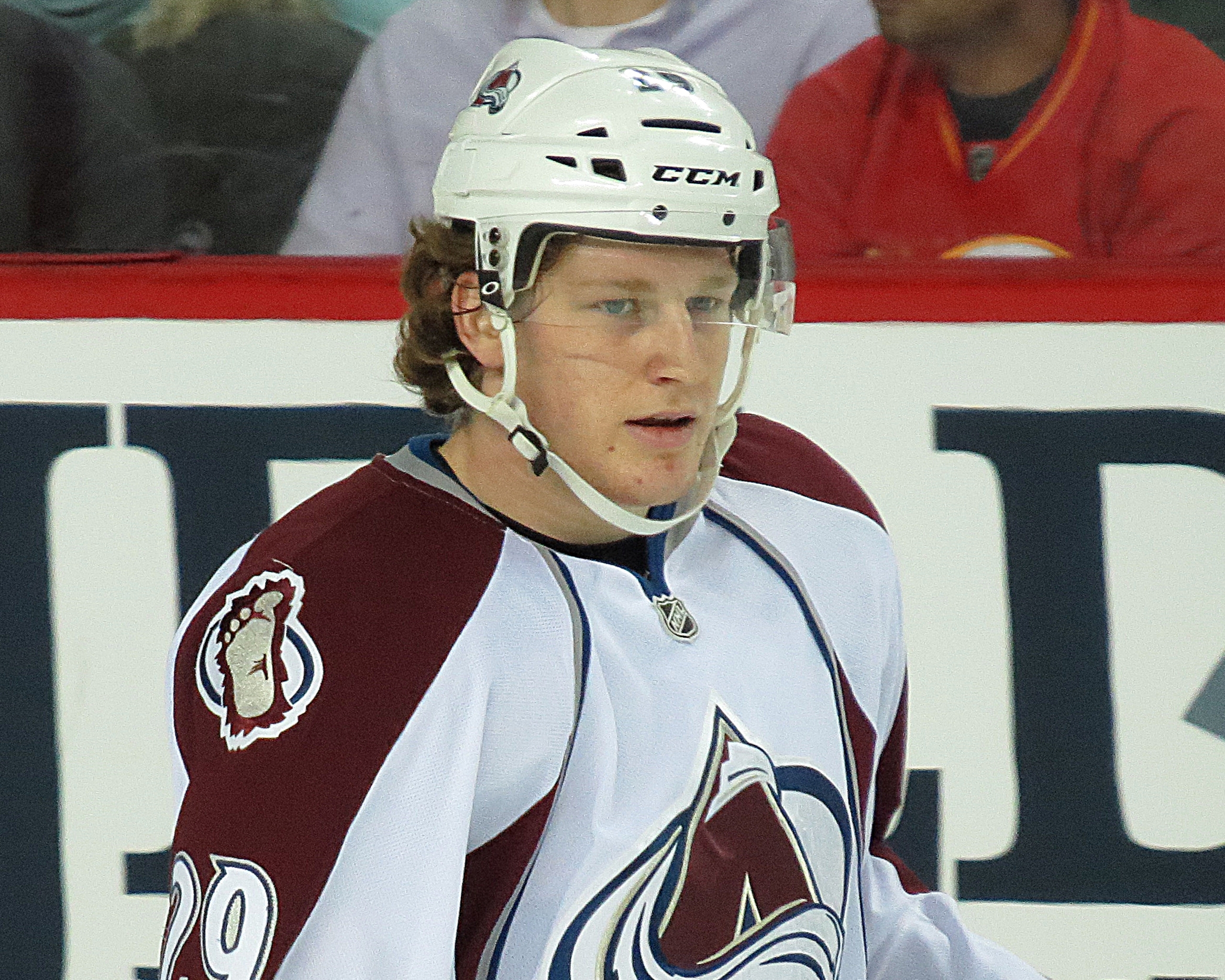
Nathan MacKinnon en 2013.

- 1er septembre à Dartmouth : Nathan MacKinnon, joueur de hockey sur glace canadien[1]. Il évolue au poste d'attaquant[2].